# Rhodomyrtus macrocarpa
Rhodomyrtus macrocarpa é uma espécie da família botânica Myrtaceae. Ela cresce em uma árvore, nativa do nordeste da Austrália, Nova Guiné e Ilhas Aru.
Na Austrália, fontes botânicas descrevem-no como ocorrendo naturalmente desde o centro costeiro de Queensland até os trópicos úmidos, onde se estende até 800m acima do nível do mar, e até a Península do Cabo York. Cresce em florestas tropicais úmidas complexas, embora seja mais comum em tipos mais secos e sazonais e em florestas de monções.
Às vezes é cultivada para flores ornamentais e frutas vermelhas brilhantes. No entanto, esta fruta é especialmente tóxica para as crianças e é conhecida por causar cegueira permanente.